# Lactarius repraesentaneus
Lactarius repraesentaneus es una especie de hongo de la familia Russulaceae.
Las características distintivas de su cuerpo frutal incluyen un gran sombrero amarillo anaranjado de hasta 18 cm (7,1 pulgadas) de ancho, láminas de color crema a amarillo pálido y un tallo amarillo con picaduras gruesas de hasta 12 cm (4,7 pulgadas) de largo y 3 cm (1,2 pulgadas) de grosor. Los cuerpos fructíferos cortados rezuman un látex blanco que tiñe el tejido del hongo de lila a púrpura.
La especie tiene una distribución septentrional, encontrándose en regiones templadas de Norteamérica y Europa. Se asocia con los abetos. La seta es venenosa y su consumo provoca dolores de estómago. Tiene actividad antibiótica contra el Staphylococcus aureus y contiene sustancias químicas que pueden modificar el crecimiento de las plantas.

## Taxonomía
Lactarius repraesentaneus fue descrita por primera vez por el micólogo alemán Max Britzelmayr en 1885, basándose en material recolectado en Baviera. La variedad Lactarius scrobiculatus var. repraesentaneus, propuesta por Killermann en 1933, se considera un sinónimo. Rolf Singer definió en 1942 la subespecie L. repraesentaneus ssp. speciosus para incluir cuerpos frutales con fibras enmarañadas («fieltro») dispuestas en anillos concéntricos en el sombrero (zonadas), en comparación con la subespecie nominada, en la que en los especímenes jóvenes el fieltro estaba distribuido uniformemente en la superficie del sombrero, y sólo se zonaba en los márgenes del sombrero en la madurez.
Según la clasificación propuesta por Lexemuel Ray Hesler y Alexander H. Smith en su monografía de 1979 sobre las especies norteamericanas de Lactarius, L. repraesentaneus pertenece al stirps Speciosus de la sección Aspideini, del subgénero Piperites del género Lactarius. Otras especies en el  Speciosus incluyen L. dispersus, L. subtorminosus, y L. speciosus, todos los cuales tienen un borde del sombrero peludo. La clasificación de Singer de 1986 de los Agaricales no divide la subsección Aspideini, en lugar de agrupar Lactarius repraesentaneus con L. aspideus, L. uvidus, L. luridis, L. psammicola, y L. speciosus.
El hongo se conoce comúnmente como «níscalo barbudo septentrional», «níscalo septentrional» o «níscalo manchado de púrpura». El epíteto específico repraesentaneus significa en latín «bien representado».

## Descripción

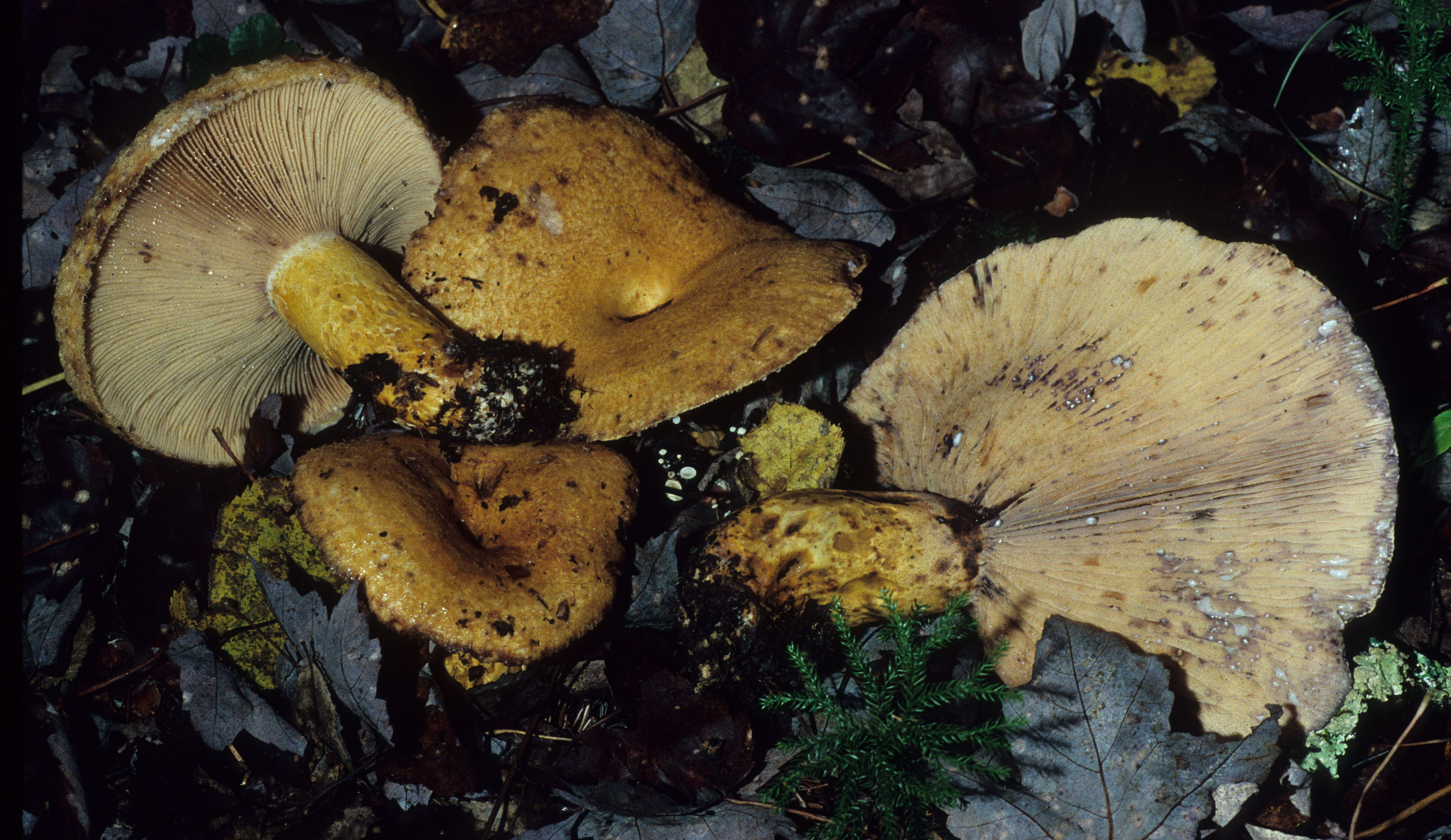
Las láminas, normalmente de color crema a amarillo apagado, se tiñen de púrpura cuando están magulladas.

El sombrero de L. repraesentaneus mide 6-18 cm (2,4-7,1 pulgadas) de ancho, es convexo y tiene forma de embudo. El margen (el borde del sombrero) está visiblemente barbado en los ejemplares jóvenes. La superficie del sombrero es ligeramente zonada a azonada, con una fina capa de fibras enmarañadas, que a menudo se vuelven escurridizas con la edad. Es seca a algo pegajosa, de color amarillo claro a amarillo anaranjado, a veces con tintes oxidados cuando es más vieja. La unión de las láminas al tallo es ligeramente decurrente, descendiendo ligeramente a lo largo del tallo. Las agallas son moderadamente anchas, casi apiñadas, a veces bifurcadas cerca del tallo. Normalmente son de color crema a ocre pálido, pero se tiñen de lila apagado a púrpura cuando se golpean.

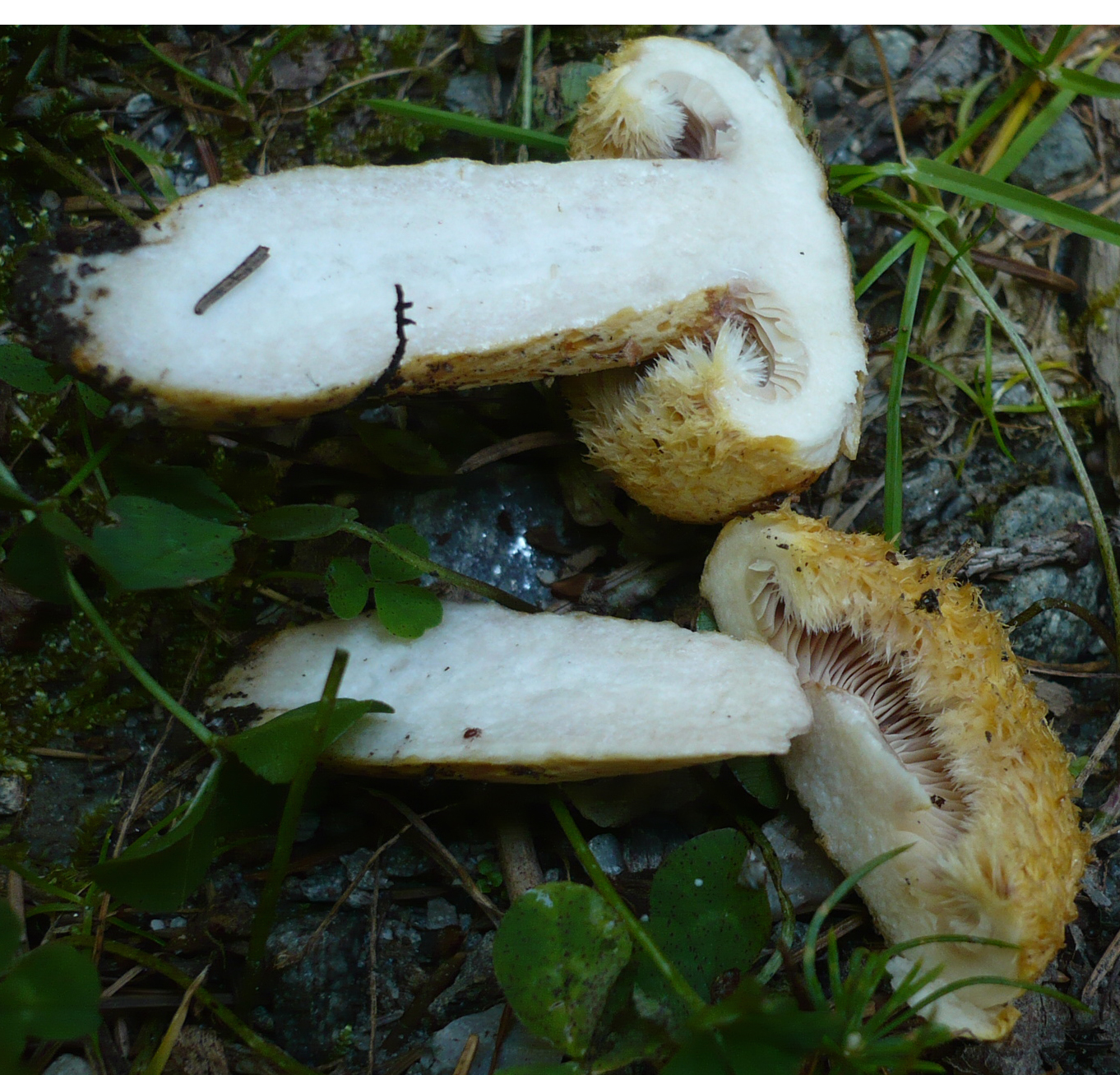
Los ejemplares jóvenes presentan una barba llamativa en el margen del sombrero.

El tallo mide 5-12 cm (2,0-4,7 pulgadas) de largo, 1-3 cm (0,4-1,2 pulgadas) de grosor, casi igual de ancho en toda su longitud o ensanchado hacia abajo, hueco en la madurez, pegajoso al secarse, escrobiculado (toscamente picado), de color amarillo pálido a amarillo anaranjado, y se tiñe de lila apagado a púrpura. La pulpa es firme, quebradiza, blanca y se tiñe de lila apagado a púrpura al cortarla. El olor es a veces débilmente fragante o no distintivo, pero cuando el hongo está seco huele intensamente a jabón. Su sabor es de suave a ligeramente acre o algo amargo, y el sabor se ha comparado con la bandera dulce (Acorus calamus). La abundante cantidad de látex producido por el hongo es de color blanco a crema, inmutable, tiñendo todos los tejidos de lila opaco a púrpura. Su sabor va de suave a ligeramente acre o algo amargo. La impresión de las esporas es amarillenta. Los cuerpos fructíferos se consideran venenosos y su consumo provoca dolores de estómago, pero no se ha identificado la naturaleza de los agentes tóxicos.
En 2011 se describió una nueva forma, Lactarius repraesentaneus f. immutabilis, de Le Sappey, en el departamento de Alta Saboya, en el sureste de Francia. Se diferencia por la reacción de tinción de su carne lesionada.
Las esporas son de 8-12 por 6,5-9 μm, ampliamente elipsoides a elipsoides, ornamentadas con verrugas y crestas que no forman un retículo, prominencias de hasta 0,8 μm de altura, hialinas y amiloides. La cutícula del sombrero es una ixocutis-con las hifas embebidas en una capa viscosa o gelatinizada.

### Especies similares

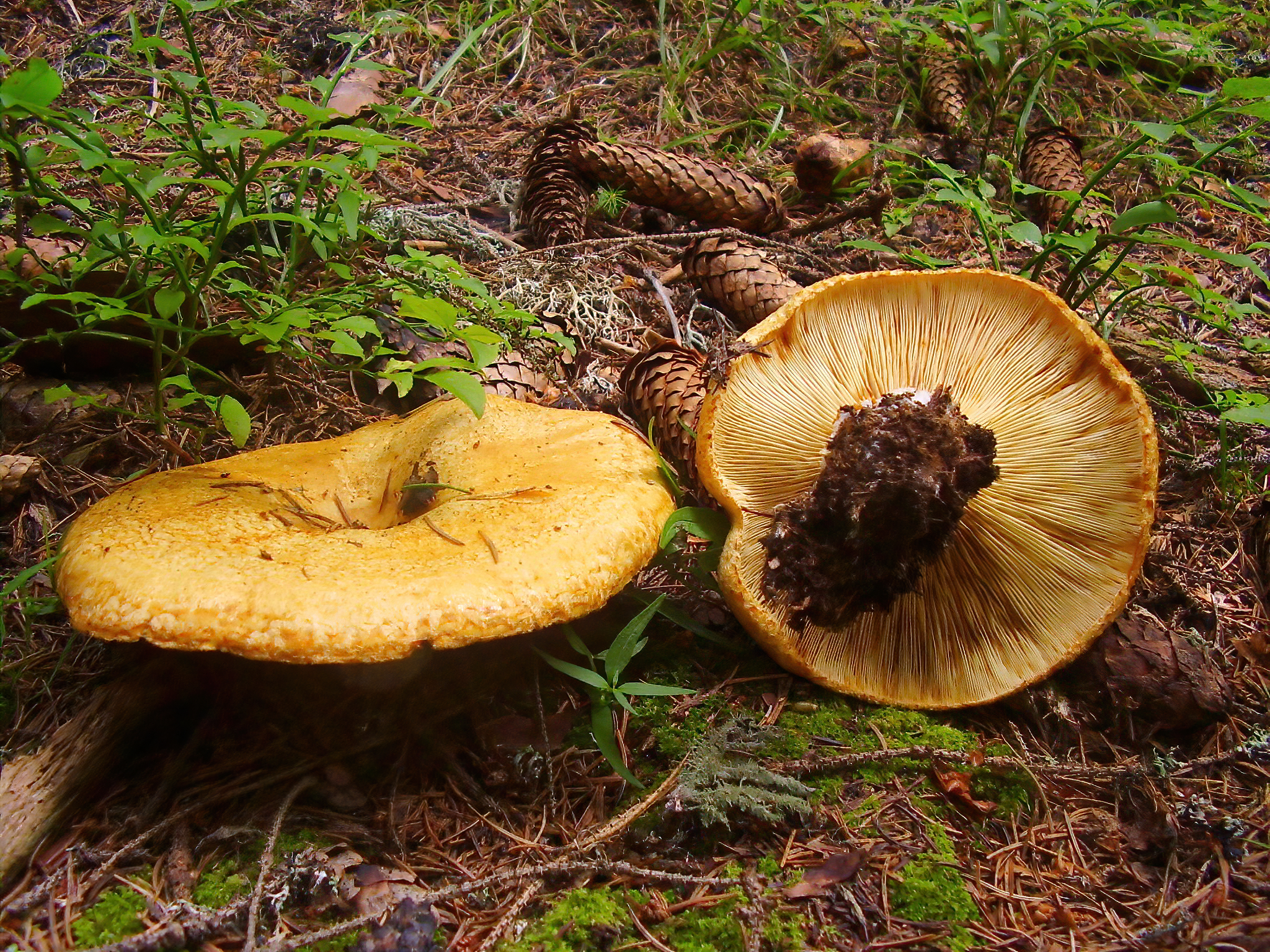
Lactarius scrobiculatus

Lactarius repraesentaneus es similar en apariencia a Lactarius scrobiculatus, que tiene un látex que se vuelve amarillo cuando se expone al aire, un olor diferente, una carne urticante y una reacción diferente de la leche al álcali: en L. scrobiculatus la leche se vuelve de color rojo anaranjado mientras que la de L. representaneus no cambia de color. Lactarius uvidus también presenta una reacción violeta, pero tiene un color diferente y no es velloso en el margen del sombrero. L. flavidus tiene un sombrero amarillento pero no tiene el margen velloso.

## Hábitat y distribución
Al igual que otras especies de Lactarius, se cree que L. repraesentaneus forma relaciones micorrícicas con los árboles. Se trata de una relación mutuamente beneficiosa en la que las hifas del hongo crecen alrededor de las raíces de los árboles, formando una vaina de tejido. Esto permite al hongo recibir humedad, protección y subproductos nutritivos del árbol, y proporciona al árbol un mayor acceso a los nutrientes del suelo. Los cuerpos fructíferos de L. repraesentaneus se encuentran dispersos o en grupos en el suelo bajo los abetos de agosto a septiembre. El hongo se distribuye en las zonas más elevadas del norte de EE. UU. y el sur de Canadá, donde está presente el abeto. También se ha descrito su presencia en Alaska, California y las Montañas Rocosas. La frecuencia de su aparición se describe como de ocasional a bastante común. En Europa, donde es bastante raro, se encuentra principalmente debajo de los sauces (Salix capraea) en bosques al pie de las montañas en suelos no calcáreos. Se ha recolectado en Checoslovaquia, Suecia, Suiza, los Alpes franceses e Inglaterra; en general, está ampliamente distribuido por toda la zona templada del hemisferio norte. El hongo también se ha recolectado bajo abedules (B. pubescens, B. nana y B. glandulosa) en Groenlandia.

## Compuestos bioactivos
En 1947 se informó de que Lactarius repraesentaneus tenía actividad antibiótica contra Staphylococcus aureus. No se identificó la sustancia responsable de la actividad antibacteriana, que se determinó que era sensible al calor. Se han aislado e identificado varias sustancias químicas de L. repraesentaneus que pueden regular el crecimiento de las plantas. Las sustancias químicas, de una clase denominada sesquiterpenoides, se denominan representante A, y dos sesquiterpenos relacionados, a saber, representantes B y C. Se demostró que estos compuestos promueven la elongación de la radícula de las plántulas de lechuga en un 136%, 118% y 184% a 67 ppm, respectivamente. Otros compuestos de los que se informó en 2006 son las representantes D, E y F. El representante E mostró la mayor actividad promotora del crecimiento, un 164% a 3,6 μm, de los tres compuestos hacia el alargamiento de la radícula de las plántulas de lechuga.